# 梅若基徳
梅若 基徳（うめわか もとのり、1964年（昭和39年）- ）はシテ方観世流の能楽師で、重要無形文化財総合認定保持者である。

## 来歴
室町時代より連なる梅若家に、梅若基宜の長男として兵庫県神戸市で生まれ、３歳で初舞台に立つ。近畿を中心に日本国各地での公演に参加、またヨーロッパなど海外公演にも多数参加している。2014年ロサンゼルス公演では、米国のメイフラワー号の奇跡を題材にした新作能「五月花」を作成、演能して、ロサンゼルス名誉市民に認定される。一般財団法人日本伝統芸術文化財団を創設し、2017年12月に兵庫県西宮市に「西宮能楽堂」を開館。未来の担い手や日本の伝統芸能・能楽の普及・振興にも力を注ぐ。

## 著書
- 『能に観る日本人力：武術・整体研究家が読み解く、能楽師の身体に秘められた古の知恵と能力』河野智聖、BABジャパン、2008年5月。ISBN 978-4-86220-351-9。

## 脚註

### 註釈
1. ↑  梅若基宜は、初世梅若万三郎の孫である。